# Megan Fox
Megan Denise Foxx, més coneguda com a Megan Fox (Oak Ridge, Tennessee, 16 de maig de 1986) és una actriu estatunidenca considerada una sex symbol. Els lectors de la revista FHM votaren per ella com la dona més sexy del món el 2008.

## Infantesa
Megan Fox va nàixer el 16 de maig de 1986) a Oak Ridge, Tennessee. El seu cognom familiar original era Foxx (amb dues x). Els seus pares es varen separar quan ella era xicoteta i tant ella com la seua germana major varen anar a viure amb la seua mare i el nou home de la mare a Florida. Megan Fox té avantpassats irlandesos, francesos i de nadius americans
Fox va confessar el 2009 que va sofrir al col·legi de petita perquè es burlaven les seues companyes. També va dir que sempre havia somniat ser actriu i que es va moure de Florida fins a Los Angeles quan va aconseguir tenir la capacitat de mantenir-se.

## Primers papers
Després de fer de model, començà la seva carrera com a actriu l'any 2001 en companya de les germanes Olsen en "Holiday in the Sun" i amb un paper regular en la sèrie "Ocean Ave". Va aparèixer en papers menors en sèries de televisió com What I Like About You on era protagonista Amanda Bynes i Two and a Half Men.

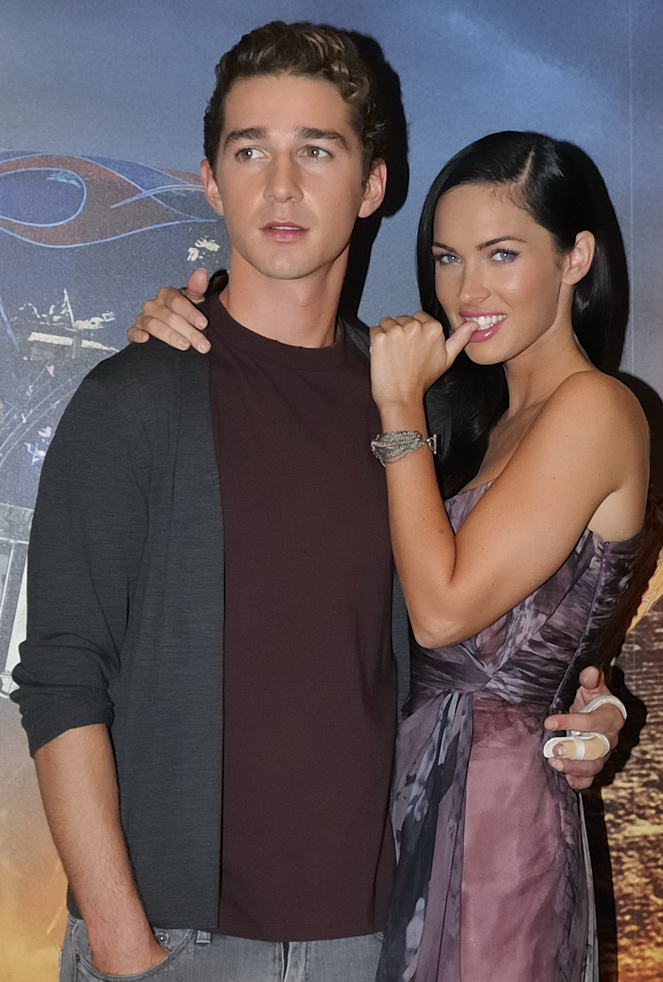
Megan Fox a l'estrena de Transformers amb Shia LaBeouf.

El 2004 va aconseguir un paper com Candance en el film Crimes of fashion amb Kaley Cuoco i amb el film que es va estrenar al cinema Confessions of a Teenage Drama Queen amb la presència de Lindsay Lohan. Va ser aquest mateix any quan aconseguí un paper recurrent a la sèrie Hope and Faith.
El 2007 protagonitzà la pel·lícula Transformers juntament amb Shia LaBeouf, aconseguint la fama mundial i un gran reconeixement. Amb aquesta actuació guanyà els premis Teen Choice i va ser nominada pels premis de cinema MTV. L'any següent va fer How to Lose Friends & Alienate People amb Kirsten Dunst, Simon Pegg i Jeff Bridges i al curtmetratje Whore.

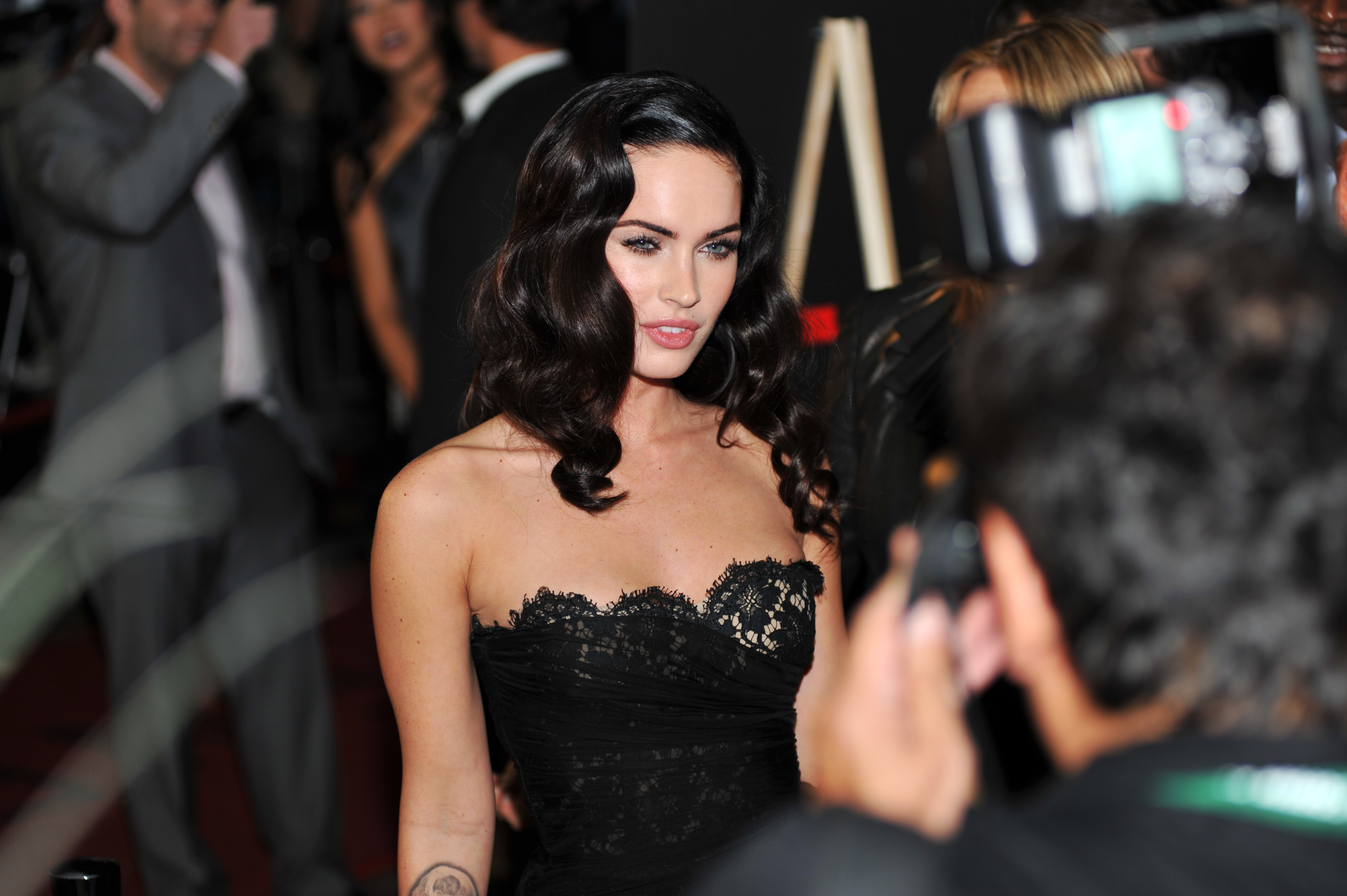
Megan Fox a l'estrena de Jennifer's Body

El 2009 va repetir com Mikaela Banes en Transformers: Revenge of the Fallen la quin va millorar encara més els resultats en taquilla de la seva predecessora. Fox es va estrenar com a protagonista al setembre del mateix any amb el paper de Jennifer Check en la pel·lícula Jennifer's Body el guió del qual va signar la oscarizada guionista Diablo Cody qui va definir la pel·lícula de terror amb comèdia adolescent. En ella Fox interpreta a una alumna d'institut que és poseida per un dimoni qui comença a matar a nois en un fictici poble de Minnesota. La pel·lícula va ser estrenada el 18 de setembre de 2009 al costat dels seus companys Amanda Seyfried i Adam Brody. El film de 16 milions va aconseguir una recaptació als EUA de 17 milions i mundialment va aconseguir els 36 milions. Per part dels crítics va rebre crítiques mixtes

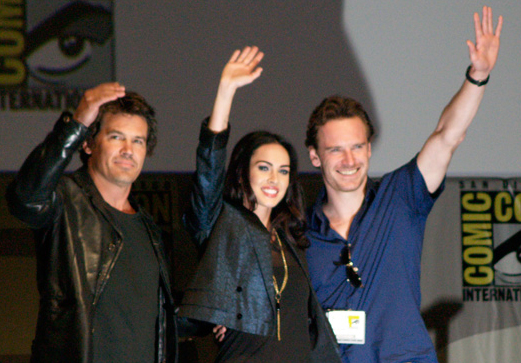
Megan Fox el 2009 amb Michael Fassbender.

A 2010 va participar en el film Jonah Hex la qual va definir com un cameo interpretant a l'estimada del protagonista, Jonah al costat de John Malkovich. Aquesta pel·lícula va ser estrenada al juny 2010 sent un fracàs abolut en taquilla i amb unes crítiques negatives.
Aquest mateix estiu va començar a rodar Transformers 3 on la mala relació entre Fox i Michael Bay va ocasionar que al cap de pocs dies de rodatge fos comiat i substituïda per la model de Victoria's Secret Rosie Huntington-Whiteley en igualar l'actitud de Bay en els rodatges a la de Hitler en una entrevista. En 2009 ella va comentar a una revista: "La gent és ben conscient que aquesta no és una pel·lícula sobre actuacions. No puc criticar el film perquè em va donar una carrera i va obrir totes aquestes portes per a mi", va dir. Michael Bay va respondre a aquestes declaracions: "Ella diu algunes coses molt ridícules perquè té vint-i-tres anys i encara ha de créixer molt"
Shia LaBeouf que en el rodatge es va mantenir distant va trencar silenci en plena promoció de Transformers 3 anunciant la seva retirada de la saga de Transformers i declarant que Michael Bay manca de tacte durant els seus rodatges: "És l'estil brusc i sense tacte de Michael. I penso que Megan mai es va sentir còmoda amb això". De Rosie Huntington-Whiteley va dir “ve de Victoria's Secret i està acostumada a la manera de treballar de Michael el que permet que tot sigui més còmode en el set de rodatge” -i va continuar-" Michael Bay dirigeix a les dones d'una forma molt lasciva en les seves pel·lícules i això va ser el que li va ocórrer amb Fox, a la qual va presentar en pantalla fent especial recalcament en la seva sexualitat. Ella es va trobar atabalada a diferència de Rosie que aquesta acostumada". En la promoció del tercer lliurament també Josh Duhamel la va defensar: "Tots hem estranyat a Megan. És una bona noia. No és com està sent "percebuda". Tyrese Gibson, va assegurar que ell "Mai he tingut problemes amb ella" i afegeix que és "una noia molt dolça". "Sempre ha estat bé, és que la gent està dient moltes ximpleries sobre ella i solament espero que tingui un bon estómac per suportar-ho"

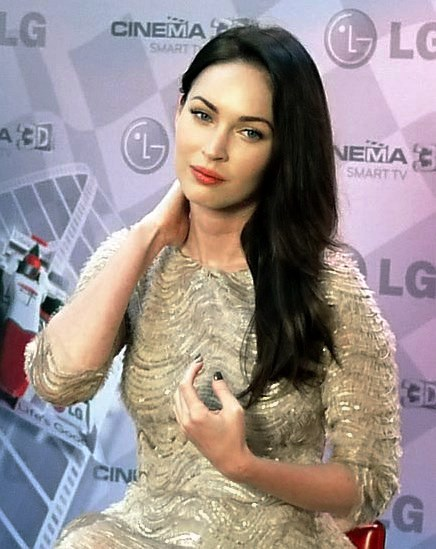
Megan Fox a l'estrena de Transformers amb Shia LaBeouf.

L'agost de 2010 es va estrenar en MTV el famós videoclip de la cançó Love the way you lie, de Eminem i Rihanna. La seua parella va ser el també actor Dominic Monaghan. El videoclip va ser un dels més vists en Youtube
Fox va participar en la pel·lícula dirigida per Mitch Glazer Passion Play interpretant a un àngel, Lilly, que es creua amb un trompetista abatut pels seus problemes (Mickey Rourke) al que salva i el quin l'haurà de protegir d'un perillós gángster (Bill Murray). La pel·lícula es va estrenar solament en dos cinemes en l'estiu de 2011 i es va llançar directament en DVD el 31 de maig
En 2012 apareixerà en la nova pel·lícula de Sacha Baron Cohen, The Dictator realitzant una xicoteta aparició al costat d'actors com Ben Kingsley i John C. Reilly i dirigida per Larry Charles. Al desembre de 2012 s'estrenarà This is Forty dirigida per Judd Apatow

## Imatge pública

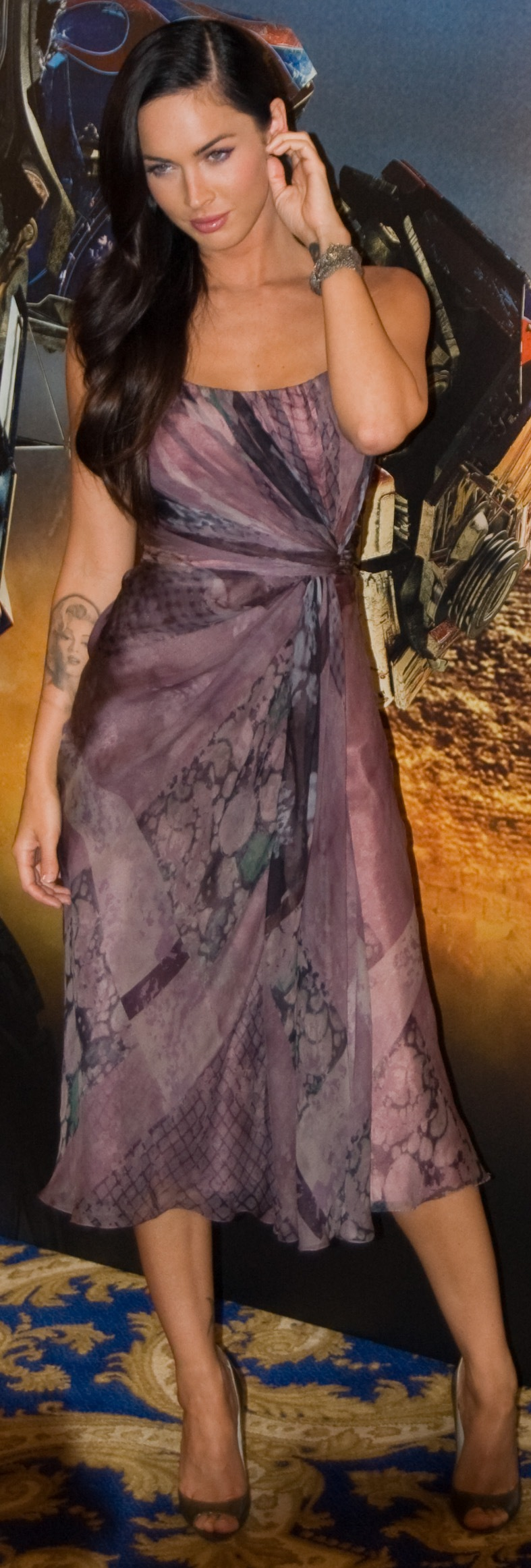
Megan Fox a l'estrena de Transformers.

Fox ha aparegut en nombroses publicacions de periòdics i mitjans d'informació. En 2007 va aparèixer a Maxim. En 2008 la llista incloïa Cosmopolitan Paw Print, Jack, FHM (UK), i GQ. El 2009, la llista va incloure USA Weekend, Esquire, Empire, Maxim,Entertainment Weekly Elle i Rolling Stone. El 2010 va aparèixer a Harper's Bazaar, Elle i Cosmopolitan. El 2011 la llista va créixer amb Le Figaro, Elle, Amica i Vogue. Al principi de 2012 aparegué en Miami Magazine, Jalouse i Grazia i Entertainment Weekly
A la fi de 2009 l'actriu va parlar dels seus problemes psicològics, assenyalant que lluita contra l'ansietat des de la seva joventut, i va revelar que va desenvolupar fòbia a volar: "Vaig desenvolupar fòbia a volar quan tenia 20 anys. De sobte els avions em van començar a donar pànic. Havia de trobar algun remei doncs no volia tenir atacs de pànic cada vegada que pugés a un avió. Estic segura que no és la meva destinació morir escoltant un disc de Britney Spears, per això sempre escolto la seva música en els auriculars quan vol, i sé que no ens anem a estavellar mentre escolti a Britney", va declarar.

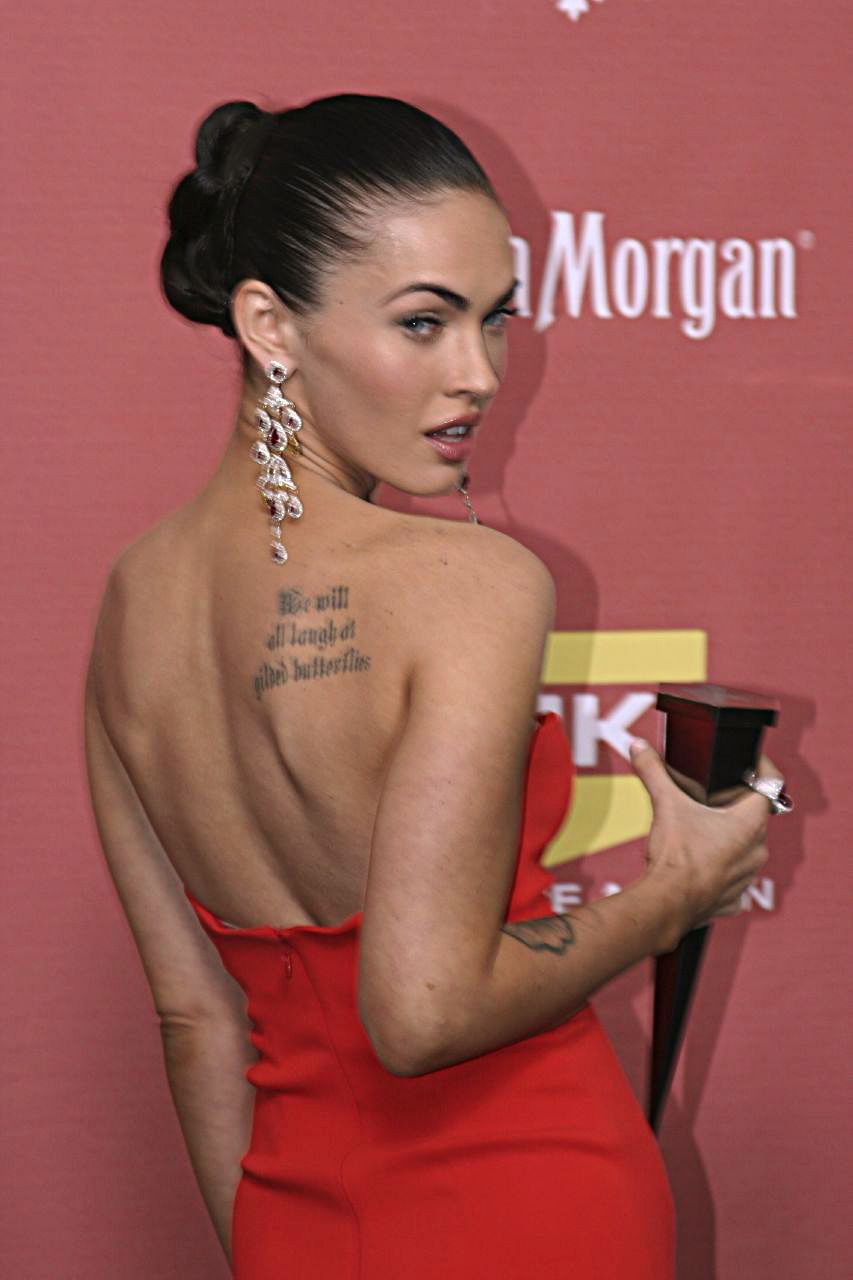
Megan Fox i un tatuatge que porta

Megan Fox ha estat comparada amb l'actriu Angelina Jolie sovint per la fama que cullen les dues i pel seu atractiu físic. Les actrius han estat comparades pels seus molts tatuatges i per les controvèrsies que produeixen. Fox va dir a Entertainment Weekly en 2009: "És una falta de creativitat, de part dels mitjans, el que em comparin amb ella. Solament perquè tinc tatuatges i pèl negre, i actuo en una pel·lícula d'acció?". Diversos mesos després va arribar la polèmica, ja que els productors volien generar una nova saga basada en el famós personatge de videojoc però com preseqüela el que deixava automàticament a Angelina Jolie fora de Lara Croft el quin va situar en els mitjans la relació entre ambdues actrius. La polèmica dels mitjans va acabar quan Megan Fox va revelar en una entrevista que havia rebutjat protagonitzar Lara Croft, ja que aquest paper seria sempre recordat com Angelina Jolie
Megan Fox és coneguda pels seus tatuatges. En el costat esquerre porta escrita la frase “There once was a little girl who never knew love until a boy broke her heart” (“Hi havia una petita noia que mai va conèixer l'amor, fins que un noi li va trencar el cor”). Darrere de l'esquena porta escrit “We will all laugh at gilded butterflies” (“Tots riurem de papallones daurades”). En la costella dreta: “I els que van ser vists ballant es pensava que eren bojos pels quals no podien sentir la música”. En la cama llueix una estrella i en la part baixa del seu abdomen "Brian" en referència a Brian Austin Green. El 2012 va decidir eliminar-se el que lluïa amb la imatge de Marilyn Monroe: "Vaig decidir llevar-me-la perquè va ser una persona negativa. Va ser bipolar i pertorbada. No vull atreure aquest tipus d'energia negativa en la meva vida"

## Vida sentimental
En 2004 va conèixer en Hope & Faith a Brian Austin Green i van iniciar una relació. En 2006 es van comprometre però el 2009 van decidir de mutu acord separar-se. Mesos més tard van reprendre la relació i finalment es van casar en una íntima i senzilla cerimònia el 24 de juny del 2010 en Hawái.
En maig de 2012 es va confirmar que la parella estan esperant el primer fill junts; el primer per a Fox i el segon per al seu home. Fox va tenir el seu primer fill, Noah Shannon Green, el 27 de setembre del 2012. També té un fillastre per mitjà del seu marit Brian Austin Green que es diu Kassius Lijah Green que va nàixer a març del 2002.

## Filmografia

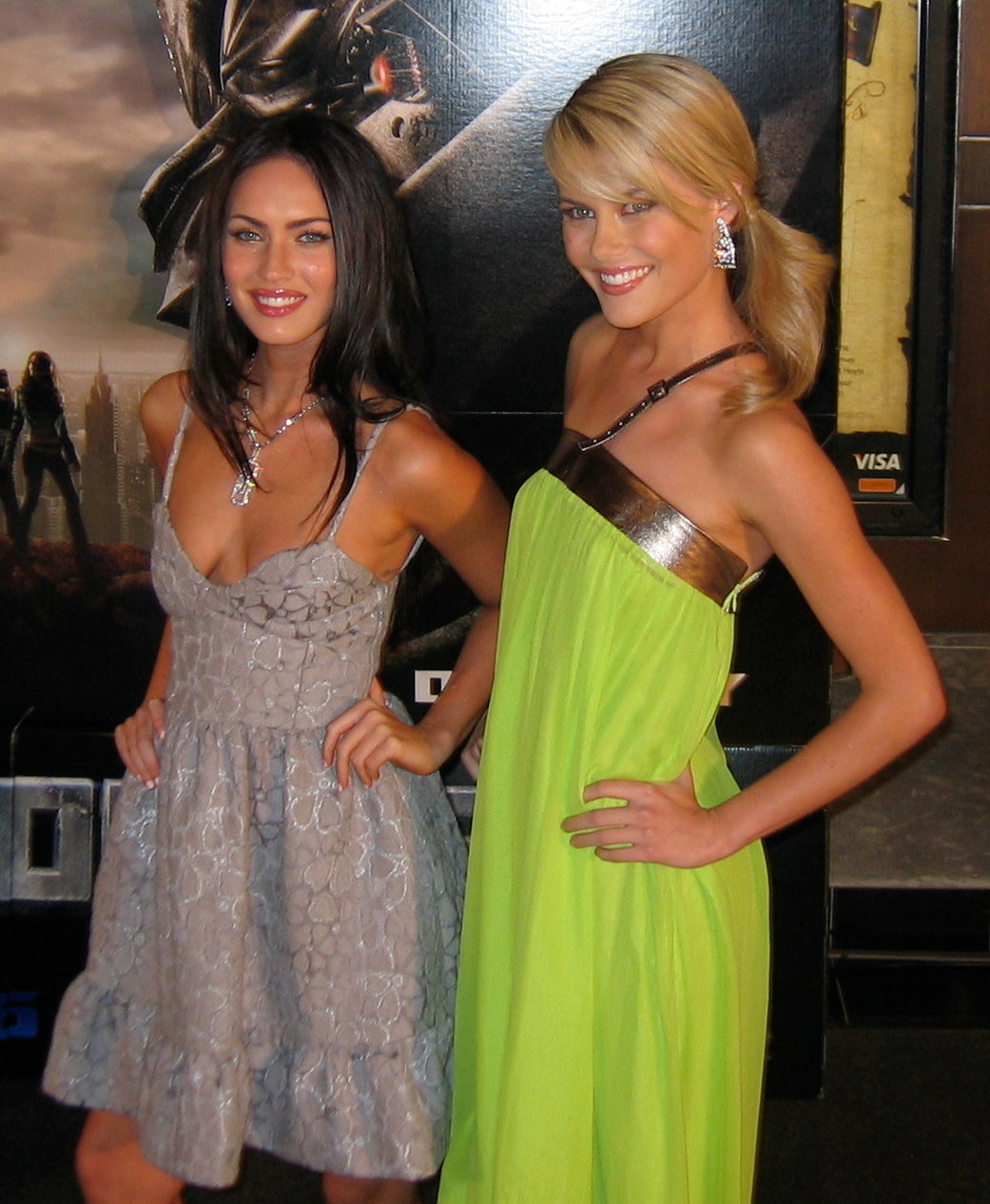
Megan Fox a l'estrena de Transformers amb Rachael Taylor a Sydney el 2007.

| Pel·lícula                                     | Pel·lícula                                                           | Pel·lícula         | Pel·lícula |
| Any                                            | Pel·lícula                                                           | Paper              | Notes |
| ---------------------------------------------- | -------------------------------------------------------------------- | ------------------ | --- |
| 2003                                           | Dos policies rebels 2 (Bad Boys II)                                  | Club Kid           | Extra (no surt als títols)                                                                                             |
| 2004                                           | Confessions of a Teenage Drama Queen                                 | Carla Santini      | Paper secundari |
| 2007                                           | Transformers                                                         | Mikaela Banes      | Protagonista |
| 2008                                           | Nova York per a principiants (How to Lose Friends & Alienate People) | Sophie Maes        | Paper secundari |
| 2008                                           | Whore                                                                | Lost               | Protagonista |
| 2009                                           | Transformers: Revenge of the Fallen                                  | Mikaela Banes      | Protagonista |
| 2009                                           | Jennifer's Body                                                      | Jennifer Check     | Protagonista |
| 2010                                           | Jonah Hex                                                            | Leila              | |
| 2010                                           | Passion Play                                                         |                    | |
| 2011                                           | Friends with kids                                                    |                    | |
| 2012                                           | The Dictator                                                         | Ella mateixa       | |
| 2012                                           | This is Forty                                                        | Desi               | |
| Films fets per a televisió i video             |                                                                      |                    | |
| Any                                            | Títol                                                                | Paper              | Notes |
| 2001                                           | Holiday in the Sun                                                   | Brianna Wallace    | Directe a DVD (Debuta)                                                                                                 |
| 2004                                           | Crimes of Fashion                                                    | Candace            | Telefilm |
| Televisió                                      |                                                                      |                    | |
| Any                                            | Títol                                                                | Paper              | Notes |
| 2002-2003                                      | Ocean Ave.                                                           | Ione Starr         | Protagonista |
| 2004-2006                                      | Hope & Faith                                                         | Sydney Shanowski   | Paper regular |
| Aparicions com artista invitada a la televisió |                                                                      |                    | |
| Any                                            | Títol                                                                | Paper              | Notes |
| 2003                                           | What I Like About You                                                | Shannon            | "Like a Virgin (Kinda)" (Temporada 2, Episodi 5)                                                                       |
| 2004                                           | Two and a Half Men                                                   | Prudence           | "Camel Filters and Pheromones" (Temporada 1, Episodi 12)                                                               |
| 2004                                           | The Help                                                             | Cassandra Ridgeway | "Pilot" (Temporada 1, Episodi 1) "Ollie Shares" (Temporada 1, Episodi 2) "Dwyane Gets A Cold" (Temporada 1, Episodi 5) |